# Pandrosion
Pandrosion de Alejandría (en griego: Πανδροσιον) es el nombre de la persona que según estudios recientes podría ser una mujer y a la que el matemático griego Papo de Alejandría dedica el Libro III de su Synagoge (Colección). Habría sido profesora de matemáticas en Alejandría en el siglo IV d. C. y se le atribuye el descubrimiento de un método aproximado para duplicar el cubo.
De establecerse finalmente su género como femenino sería la primera matemática relevante conocida surgida en Alejandría, anterior a Hipatia.

## Aportaciones conocidas
Se atribuye a Pandrosion un método numéricamente preciso para calcular aproximadamente soluciones al problema de duplicar el cubo, o dicho más generalmente, raíces cúbicas. Se trata de un método geométrico recursivo que hace uso de tres dimensiones. Aunque Papo no establece directamente que el método sea original de Pandrosion, lo incluye en una sección de su tratado Synagoge (Colección) dedicado a corregir lo que percibe como errores de los alumnos de Pandrosion. Otro método incluido en la misma sección, y atribuido de la misma forma indirecta a Pandrosion, es un solución correcta y exacta al problema de construir la media geométrica de una forma más simple que el método usado por Papo.

## Género
Es un tema de debate actual entre traductores e investigadores de la obra de Papo de Alejandría, única fuente en la que se menciona a Pandrosion, si se trataba de un hombre o de una mujer. Cuando Friedrich Hultsch realizó en 1878 su traducción de la Colección de Papo de Alejandría del griego al latín, el manuscrito que manejaba se refería a Pandrosion utilizando desinencias femeninas. Hultsch decidió que esto debía ser un error, por lo que se refirió a Pandrosion con calificativos masculinos en su traducción, lo que se habría trasladado después al resto del mundo académico. Sin embargo, en la traducción al inglés realizada en 1988 por Alexander Raymond Jones, este argumenta que la expresión femenina original no sería un error. Desde entonces varios académicos más  han coincidido con Jones en que Pandrosion fue una mujer.